# Бокій Гліб Іванович
Бо́кій Гліб Іванович (21 червня (3 липня) 1879 , Тифліс, Тифліська губернія, Російська імперія  — 15 листопада 1937 , Москва ) — відомий співробітник ЧК/ОГПУ/НКВД, Комісар державної безпеки 3-го рангу (1935), один із організаторів репресій в СРСР у 1920-1930-ті рр. Згадується в книзі О. Солженіцина «Архипелаг ГУЛАГ» як керівник так званої «трійки» — позасудового органу масових репресій.

## Біографія

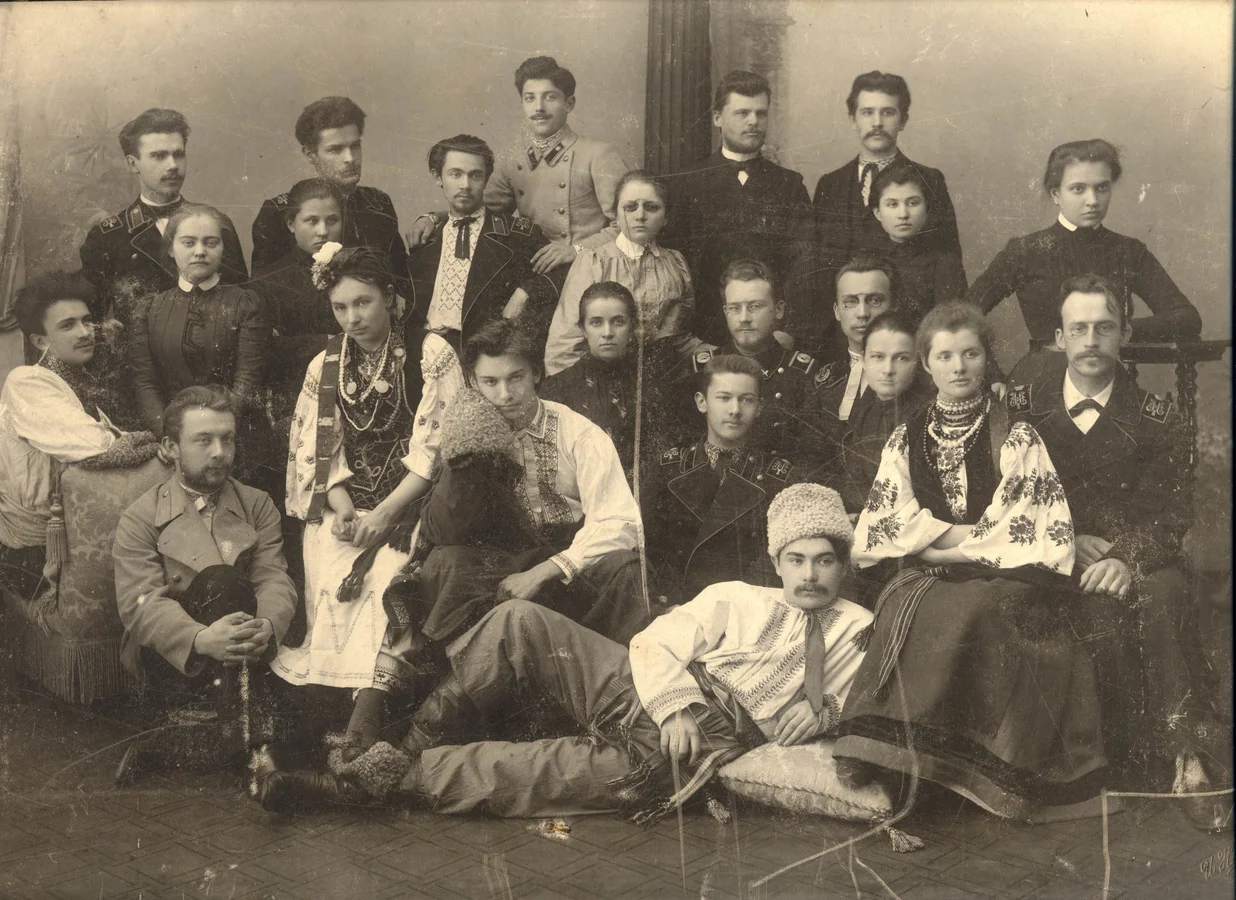
Українська студентська громада у Санкт-Петербурзі, початок 1900-х років. Гліб Бокій в другому ряду тримає в руці смушеву шапку.

Народився в Тіфлісі, тепер Тбілісі, у родині етнічного українця. Його батько, Іван Дмитрович, закінчив математичний факультет Імператорського Харківського університету, викладав хімію і фізику синам Намісника Кавказу, Великого Князя Михайла Миколайовича, дослужився до дійсного статського радника.
Г. Бокій навчався в Петербурзькому гірничому інституті, брав участь у студентському русі. Співробітничав у Петербурзькому «Союзі боротьби за визволення робітничого класу». Член РСДРП з 1900 року. З 1904 року — член Петербурзького комітету більшовицької партії. Учасник революції 1905 року. Разом з більшовицькими лідерами організовував Центр. бюро РСДРП, член Російського бюро ЦК РСДРП в 1916—1917.
Учасник більшовицького перевороту 1917 року в Петрограді; член Петроградського ВРК. У лютому — березні 1918 року — член більшовицького Комітету революційної оборони Петрограда.

## Цікаві факти
Гліб Бокій був керівником однієї з груп, яка займалася розробкою та впровадженням нових ефективних методів навчання, з цією метою він досліджував містицизм, буддизм, шаманізм

## В органах ВЧК-ОГПУ-НКВД
- 13.03.18-31.08.18 — заступник голови, з липня голова ЧК Союзу комун Північної області і Петроградської ЧК;
- 21.11.18-1919 — член колегії НКВД РРФСР ; направлений до Мінська для організації підпілля;
- 1919-09.19 — нач. Особливого відділу Східного фронту;
- 09.19-08.20 — нач. Особливого відділу ВЧК Туркестанського фронту ; член Туркестанської комісії ВЦВК і РНК РРФСР; повпред ВЧК в Туркестані;
- 12.07.21-02.22 — член колегії ВЧК ;
- 28.01.21-10.07.34 — очолював Спеціальний (шифрувальний) відділ ОДПУ СРСР;
- 22.09.23-10.07.34 — член колегії НКВД/ОГПУ СРСР ;
- з 16.05.37 — член Верховного суду СРСР;
- 25.12.36-16.05.37 — очолював 9-й (спеціальний секретно-шифрувальний) відділ ГУДБ НКВС СРСР.
- 16.05.37 — арешт ; засуджений ВКВС СРСР 15.11.37 до смертної кари. Розстріляний 15.11.1937 року в Москві.

27 червня 1956 року реабілітований посмертно за відсутністю складу злочину.